# Rhodanthidium acuminatum
Rhodanthidium acuminatum is een vliesvleugelig insect uit de familie Megachilidae. De wetenschappelijke naam van de soort is voor het eerst geldig gepubliceerd in 1884 door Mocsáry.